# Hotel Boulderado

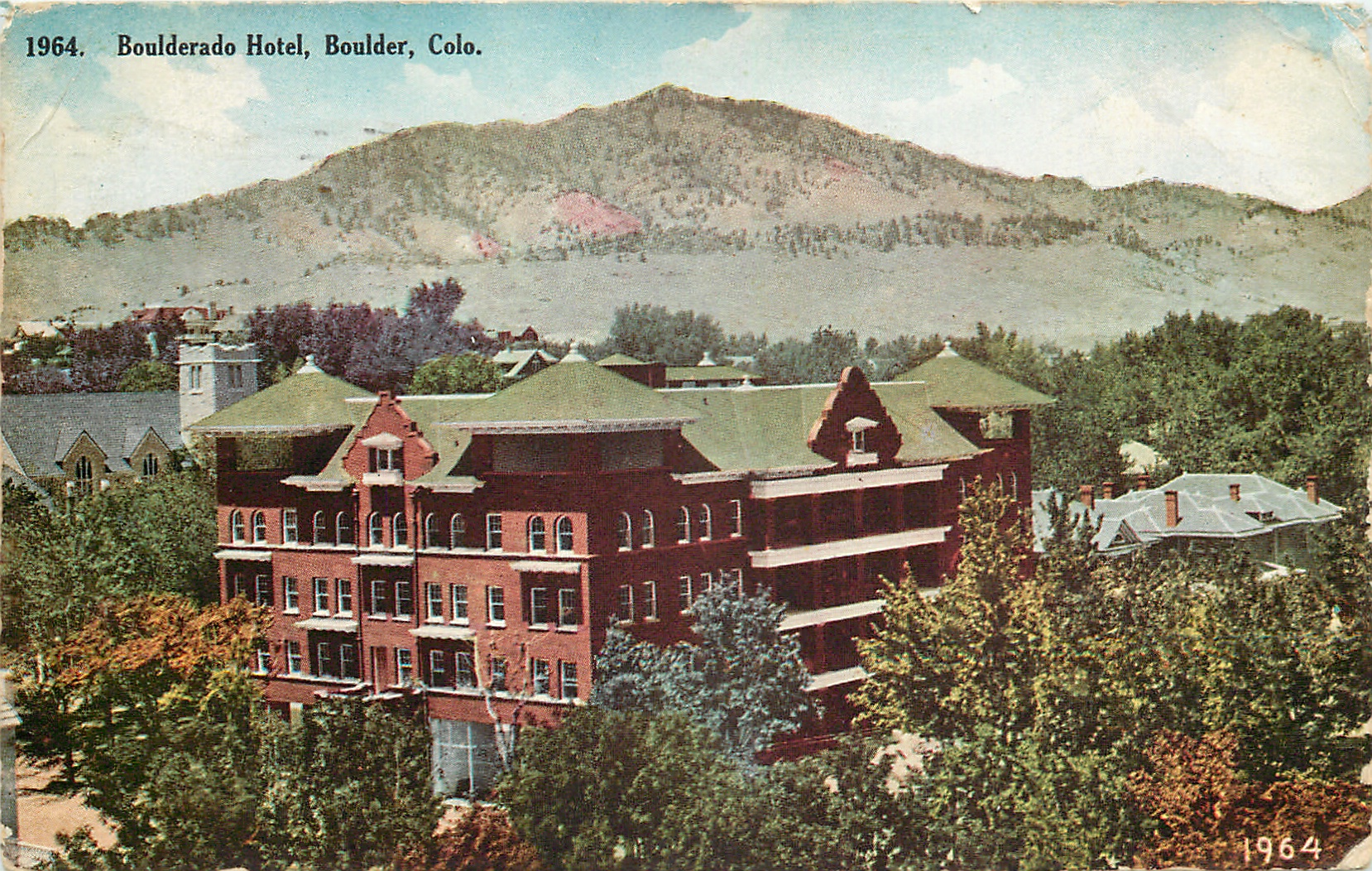
Postal del Hotel Boulderado, enviada en 1909

El Hotel Boulderado está ubicado en 13th y Spruce St. en el centro de Boulder, Colorado . Abrió sus puertas el día de Año Nuevo de 1909. El ascensor Otis original de 1908 todavía está en funcionamiento.
Como uno de los primeros hoteles de Boulder, está ubicado en el corazón del centro de la ciudad. El nombre del hotel proviene de las palabras "Boulder" y "Colorado" para que ningún huésped olvide dónde se hospedó. El hotel está incluido en el Registro Nacional de Lugares Históricos.
Es miembro de Historic Hotels of America, el programa oficial del National Trust for Historic Preservation.
Alberga tres restaurantes. Junto al vestíbulo principal se encuentran Spruce Farm and Fish, un restaurante de alta cocina, y el Corner Bar, un restaurante más informal. El sótano contiene un bar de estilo clandestino, License No. 1, que recientemente reemplazó a Catacombs. Los tres restaurantes comparten una cocina.
Aparece en la novela Misery de Stephen King .

## Historia
En 1905, Boulder albergaba a 8.000 residentes, la Universidad de Colorado, uno de los complejos culturales y educativos de Chautauqua y veintiséis automóviles. Los residentes llamaron a la ciudad la "Atenas del Oeste". Como un centro ferroviario recién forjado, la ciudad tenía algunos hoteles para acomodar a los visitantes, pero en diciembre de 1905, el consejo de la ciudad lanzó la "propuesta de hotel", impulsada por el periódico de Boulder, el Daily Camera . Los comités de la Asociación Comercial de Boulder recaudaron fondos en forma de suscripciones de $ 100 y se formó Boulder Hotel Company, que fue propietaria del hotel hasta 1939.
El hotel se inauguró con un baile de gala en la víspera de Año Nuevo de 1908. Los primeros huéspedes se registraron el día de Año Nuevo de 1909. El primer registro de invitados todavía está en exhibición en el vestíbulo principal, y el moderno hotel todavía conmemora su apertura todos los años con un baile de gala de Nochevieja, votado como el lugar número 1 para celebrar la víspera de Año Nuevo por los lectores del centro de Boulder.

## Avistamientos de fantasmas
Se dice que la habitación 347 está embrujada y ha tenido muchos avistamientos de fantasmas a lo largo de los años. Muchos    huéspedes han quejado de que el agua se ha abierto esporádicamente durante la noche.

## enlaces externos
- Wikimedia Commons alberga una categoría multimedia sobre Hotel Boulderado.

- Sitio oficial del Hotel Boulderado
- La historia del hotel de la historiadora Silvia Pettem

- Datos: Q5911271
- Multimedia: Hotel Boulderado / Q5911271